# Ezpata
La ezpata es una clase de espada usada por los antiguos vascones.

## Forma
Aunque el término de "ezpata" se ha conservado durante mucho tiempo debido a que su traducción en euskera es el de espada. La forma primaria que presentaban las ezpatas vasconas eran la de una hoja de doble filo con placa generalmente blanca y mango largo, generalmente el filo media algo más de medio metro.
Más adelante la forma general de las espadas vascas presentaría un mango corto (abarcando únicamente la mano) y un mango largo, de poco más de 70 cm.

## Presencia en la cultura vasca
Hacía principios del siglo XV se desarrolló un tipo de baile que usaba la espada tradicional en su baile. La conocida como ezpata dantza, que todavía hoy en día se practica.